# Saint-Genou
Saint-Genou é uma comuna francesa na região administrativa do Centro, no departamento Indre. Estende-se por uma área de 24,2 km². Em 2010 a comuna tinha 977 habitantes (densidade: 40,4 hab./km²).